# 이정하 (배우)
이정하(본명: 이관민, 1998년 2월 23일 ~ )는 대한민국의 배우이다.

## 생애
1998년 2월 23일 1남 2녀 중 아들로 태어났다. 훈훈하고 수려한 외모 때문에 국회의원, 재벌회장의 자제라는 루머가 있었지만 사실이 아니다. 흙수저 출신이고 물류 센터 생산노동자로 일하기도 했다. 누나는 현재 HD현대의 생산노동자로 일하고 있다.
성지고등학교를 졸업하고 동서울대학교에서 시각디자인과를 나왔다.
2017년 웹드라마 《심쿵주의》로 데뷔하였다. 2019년 《무빙》에서 고윤정과 호흡을 맞추며 인기를 끌었다.

## 학력
- 용인신릉중학교 (졸업)
- 용인성지고등학교 (졸업)
- 동서울대학교 시각디자인학과 (재학)

## 출연작

### 영화
| 연도 | 제목                  | 역할 | 비고 |
| ---- | --------------------- | ---- | ---- |
| 2024 | 빅토리                | 치형 |      |
| 2025 | 괜찮아 괜찮아 괜찮아! | 도윤 |      |

### 드라마
| 연도      | 방송사       | 제목                            | 역할   | 비고     |
| --------- | ------------ | ------------------------------- | ------ | -------- |
| 2017      | 딩고스토리   | 심쿵주의                        | 일한   |          |
| 2018      | 플레이리스트 | 하지 말라면 더 하고 19          | 마태희 |          |
| 2019      | 대학내일     | 여행담                          | 박준열 | 웹드라마 |
| 2019      | 콬TV         | 프레쉬맨 : 아싸들의 인싸 도전기 | 차도진 | 웹드라마 |
| 2019      | MBC          | 신입사관 구해령                 | 김치국 |          |
| 2020~2021 | JTBC         | 런 온                           | 김우식 |          |
| 2021      | JTBC         | 알고있지만,                     | 김은한 |          |
| 2023      | Disney+      | 무빙                            | 김봉석 |          |
| 2024      | tvN          | 감사합니다                      | 구한수 | 12부작   |
| 2025      | Wavve        | ONE : 하이스쿨 히어로즈         | 의겸   | 8부작    |
| 2025      | JTBC         | 굿보이                          | 이경일 | 특별출연 |

### MC
- 《쇼 음악중심》 - 고정 MC (2023년 11월 11일 ~2025년 2월 15일 )

### 예능
- 《도전 골든벨》 (2016년, KBS1) - 데뷔 전
- 《아이돌 리부팅 프로젝트 더 유닛》 (2017년, KBS2)
- 《새싹소년단》 (2021년 웹예능)
- 《아파트404》 (2024년, tvN) - 첫 예능 고정 출연
- 《신상출시 편스토랑》(2023년,KBS2)
- 《더 시즌즈-이효리의 레드카펫》(2024년,KBS2)
- 《핑계고》 (2024년, 유튜브)

### 광고
- 스노우 어플
- 미래에셋증권

## 수상 및 후보
| 연도 | 시상식                                     | 부문                   | 작품   | 결과 |
| ---- | ------------------------------------------ | ---------------------- | ------ | ---- |
| 2023 | 제5회 아시아콘텐츠어워즈 & 글로벌OTT어워즈 | 남자 신인연기상        | 무빙   | 수상 |
| 2024 | 대한민국 퍼스트브랜드 대상                 | 신인남자배우 OTT 부문  | 무빙   | 수상 |
| 2024 | 제60회 백상예술대상                        | TV부문 남자 신인연기상 | 무빙   | 수상 |
| 2024 | 제3회 청룡 시리즈 어워즈                   | 신인남우상             | 무빙   | 수상 |
| 2024 | 제45회 청룡영화상                          | 신인남우상             | 빅토리 | 후보 |